# Chłopaki do wzięcia (film)
Chłopaki do wzięcia (tytuł oryg. Date and Switch) – amerykański film komediowy z 2014 roku w reżyserii Chrisa Nelsona. Koncentruje się wokół losów dwojga licealistów, z których jeden okazuje się homoseksualistą. W filmie w rolach głównych wystąpili Hunter Cope, Nicholas Braun, Dakota Johnson i Zach Cregger. Światowa premiera projektu odbyła się 14 lutego 2014. 14 lipca tego roku obraz zaprezentowano widzom niemieckiego festiwalu Filmreihe homochrom. Odbiór filmu przez krytyków był mieszany, lecz skłaniał się ku pozytywnemu.

## Opis fabuły
Michael i Matty są uczniami ostatniej klasy liceum. Jeszcze przed balem maturalnym chcą zasmakować, czym jest seks. Obaj mają jednak kłopoty w nawiązywaniu relacji damsko-męskich. Nieoczekiwanie Matty wyznaje koledze, że jest homoseksualistą. Michael jest zaskoczony − jego najlepszy przyjaciel nie wpisuje się w stereotyp geja. Akceptuje Matty'ego, zabiera go do klubów LGBT, stara się pokrzepić w nim odwagę. Przy okazji coraz więcej uwagi poświęca jego byłej dziewczynie, Em. Wkrótce Matty poznaje przystojnego i męskiego Grega − fana wrestlingu, ujawnionego homoseksualistę.

## Obsada
- Nicholas Braun − Michael
- Hunter Cope − Matty
- Dakota Johnson − Em
- Zach Cregger − Greg
- Megan Mullally − Patricia
- Gary Cole − Dwayne
- Nick Offerman − Terry
- Sarah Hyland − Ava
- Brian Geraghty − Lars
- Larry Wilmore − pan Vernon
- Adam DiMarco − Jared
- Ray Santiago − Salvador
- Aziz Ansari − Marcus
- Dreama Walker − Nicole (niewymieniona w czołówce)

## Produkcja
Scenariusz filmu Alan Yang zaczął pisać już w 2009 roku, pod roboczym tytułem Gay Dude. Skrypt znalazł się na liście najlepszych niezmaterializowanych scenariuszy roku. Firma Lionsgate podjęła się realizacji projektu w ramach umowy, wedle której jej zarządcy kręcili filmy "mikrobudżetowe", niekosztujące więcej niż dwa miliony dolarów. Zdjęcia do filmu ruszyły w sierpniu 2011 roku w Maple Ridge w Kanadzie. O jedną z ról pierwszoplanowych ubiegał się aktor Christopher Mintz-Plasse, przyjaciel Huntera Cope'a. Cope określił film jako wartościowy, pomagający w łamaniu negatywnych stereotypów, "niebędący częścią kina queerowego, a jednak przyczyniający się do zmian w postrzeganiu społeczności LGBT".

## Recenzje
Odbiór filmu przez krytyków był mieszany, lecz skłaniał się ku pozytywnemu. W recenzji dla pisma The New York Times Jeannette Catsoulis chwaliła obraz za "szczery humor" i "zwycięskie kreacje aktorskie" oraz za zabawę formułą, jakiej podjął się reżyser.